# Wilhelm August Mankell
Wilhelm August Mankell, född 27 juni 1803 i Christiansfeld, död 29 november 1874 i Gustavi församling, Göteborg, var en svensk pianofabrikör och instrumentmakare verksam 1836-1841 i Stockholm, 1841-1849 i Vadstena och 1849-1874 i Göteborg.

## Biografi
Mankell föddes 1803 i Christiansfeld. Han var son till musikdirektören Johann Hermann Mankell och Johanna Maria Keyser. Den 8 september 1835 fick Mankell burskap i Stockholm. Mankell bodde på Mäster Sams kvarter 41 i Klara församling, Stockholm. I november 1841 flyttade familjen till kvarter 136 i Vadstena. 1849 flyttade familjen till Göteborgs Domkyrkoförsamling , Göteborg. Mankell avled den 29 november 1874 i Göteborg.
Mankell gifte sig 4 oktober 1841 med Margaretha Igelström (1796-1866). De fick tillsammans barnen Augusta Wilhelmina (1833-1891), Herrman Wilhelm (född 1835-1889), Otto August Mankell (1838-1885) och Julia Hermina (1840-1927).

## Instrument
Lista över instrumenttillverkning.
| År   | Produkt/Arbete               | Summa           |
| ---- | ---------------------------- | --------------- |
| 1835 | Instrument                   | 200 riksdaler.  |
| 1836 | Instrument.                  | 200 riksdaler.  |
| 1837 | Instrument.                  | 200 riksdaler.  |
| 1838 | Instrument.                  | 200 riksdaler.  |
| 1839 | Instrument.                  | 200 riksdaler.  |
| 1840 | Instrument.                  | 400 riksdaler.  |
| 1843 | Instrument.                  | 500 riksdaler.  |
| 1844 | Instrument.                  | 1000 riksdaler. |
| 1845 | Instrument.                  | 666 riksdaler.  |
| 1846 | Instrument.                  | 400 riksdaler.  |
| 1847 | Instrument.                  | 300 riksdaler.  |
| 1848 | Instrument och reparationer. | 300 riksdaler.  |

## Medarbetare och gesäller
- 1841-1842, 1845-1849 - Johan Axel Lundmark (född 1817). Han var gesäll hos Mankell.
- 1841-1842 - Gustaf Fredrik Sörling (född 1819). Han var gesäll hos Mankell.
- 1842-1843 - Gabriel Ulrik Thorsson (född 1815). Han var gesäll hos Mankell.
- 1842-1843 - Gustaf Holmberg (född 1807). Han var gesäll hos Mankell.
- 1842-1843 - Swen Wahlström (född 1814). Han var gesäll hos Mankell.
- 1842-1844 - Johan Fredrik Johansson (född 1826). Han var lärling hos Mankell.
- 1843 - Johan Fredrik Jansson (född 1812). Han var snickargesäll hos Mankell.
- 1843 - Carl Magnus Blomgren (född 1820). Han var snickargesäll hos Mankell.
- 1843-1845 - Ferdinand Adolf Schultz (född 1815). Han var instrumentmakargesäll hos Mankell.
- 1844-1845 - Gustaf Kraus (född 1818). Han var snickargesäll hos Mankell.
- 1844-1846 - Hindrik Leonhard Björlund (född 1815). Han var instrumentmakargesäll hos Mankell.
- 1844-1845 - Gustaf Hultberg (född 1820). Han var gesäll hos Mankell.
- 1845-1846 - Johan Wilhelm Lundgren (född 1811). Han var instrumentmakargesäll hos Mankell.
- 1846-1847 - Johan Andersson (född 1819). Han var instrumentmakargesäll hos Mankell.